# 大分県立美術館

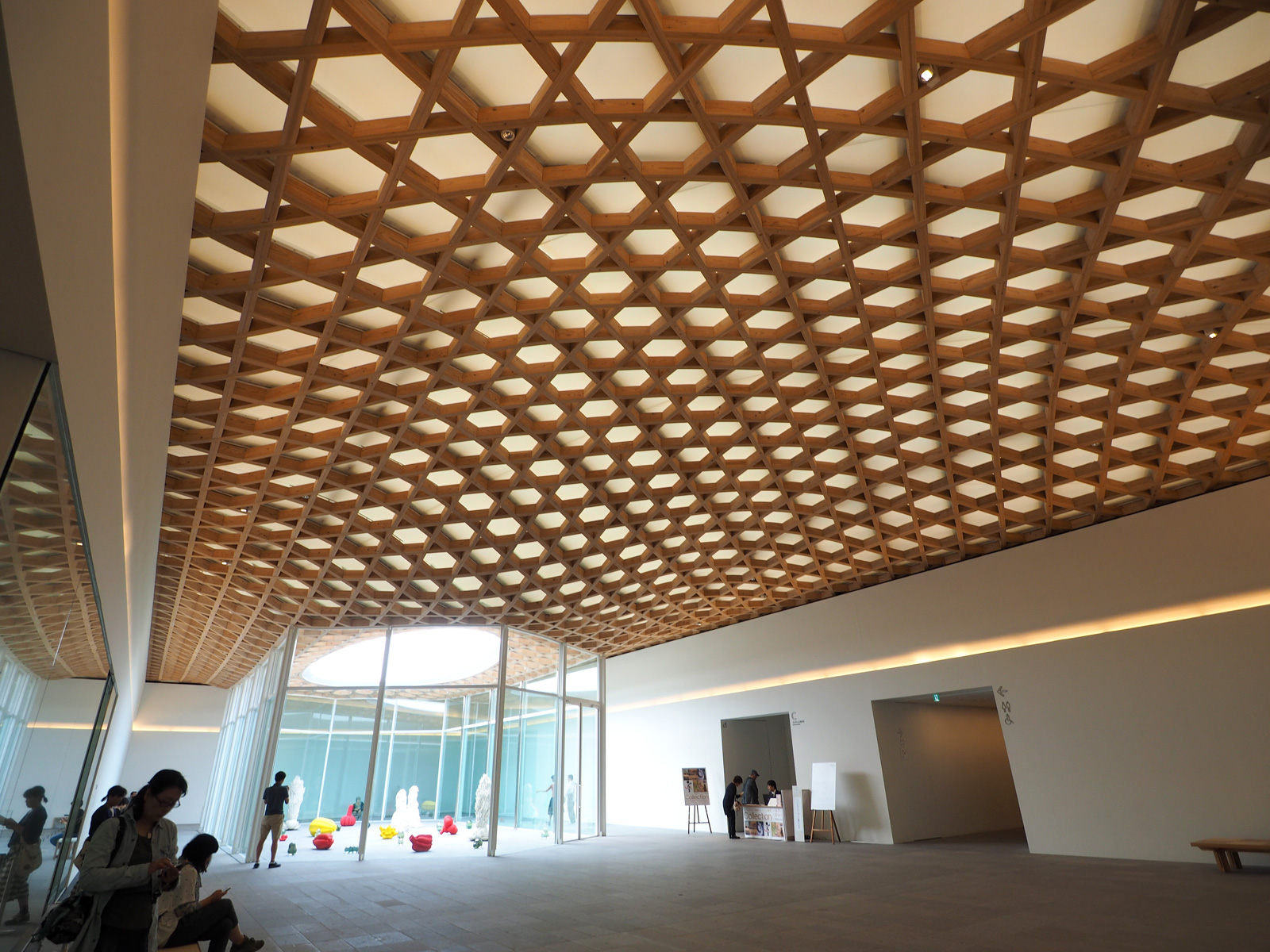
大分県立美術館 3階ホワイエ

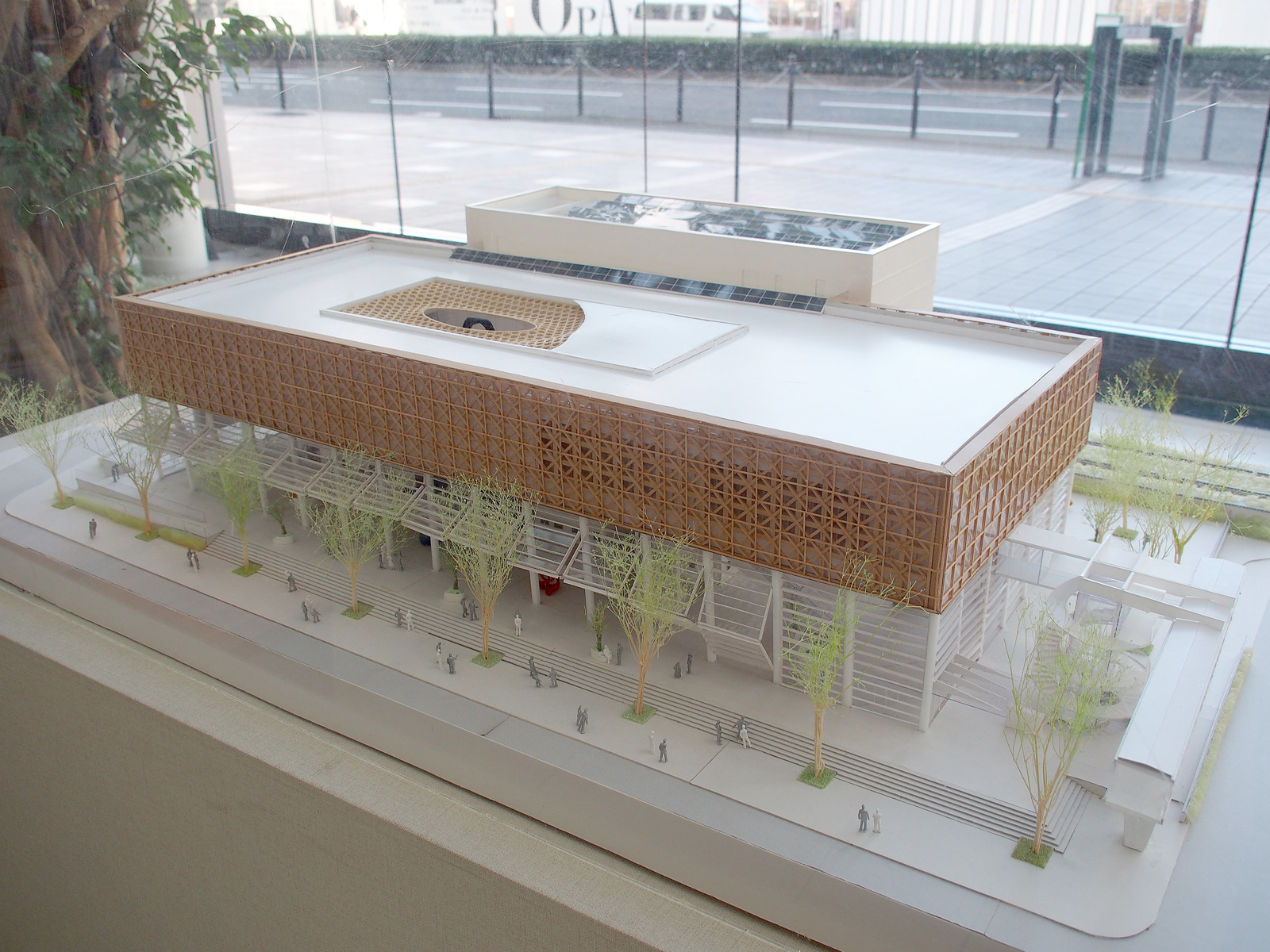
大分県立美術館の建築模型

大分県立美術館（おおいたけんりつびじゅつかん）は、大分県大分市寿町にある公立の美術館である。
2015年4月24日に開館した。

## 施設概要
地上4階地下1階で、床面積は延べ約1万6,800m2。国道197号（昭和通り）に面して展示ゾーン、その北西側奥に管理・収蔵ゾーンが配される。美術館と昭和通りを挟んで隣接するOASISひろば21（iichiko総合文化センター）との間はペデストリアンデッキ（屋根付き歩道橋）で繋がっている。
1階の展示室は、3方をアトリウムで囲まれ、アトリウムを介して外部につながる開かれた展示空間とされる。アトリウムと外部とを仕切る水平折戸は高さ6mまで開くことができ、開放するとアトリウムは外部とつながったパブリックスペースになる。3階は、大分県産材で包んだ箱をガラスで覆った外観とされ、ホワイエは、天井が竹工芸をモチーフにした骨組みで組まれ、中庭を透光性の膜で覆って光が導導かれている。
設計は、建築界のノーベル賞と言われる米プリツカー賞を受賞した坂茂が設立した建築設計事務所、株式会社坂茂建築設計による。なお、2015年度JIA日本建築大賞受賞時には、同社の坂茂、平賀信孝、菅井啓太の3名が設計者とされている。
OPAMのネーミング、シンボルマークデザイン、サインデザイン、コミュニケーションデザインはコミュニケーションデザイン研究所の平野敬子、工藤青石が行った。
施工は鹿島建設と梅林建設の共同企業体が担当し、2013年4月12日に着工、2014年11月に竣工した。

### 展示ゾーン
- 1階
  - 展示室A（企画展示室）（1,067m2）
  - アトリウム
  - ミュージアムショップ
  - カフェ
- 2階
  - 研修室
  - アトリエ（創作活動室）
  - プレイルーム
  - ギャラリー
  - ライブラリー（情報コーナー）
  - ペデストリアンデッキ（屋根付き歩道橋） - OASISひろば21と接続
- 3階
  - 中庭
  - コレクション展示室1-3（3室計1,178m2）
  - 展示室B（県民ギャラリー）（848m2）

### 管理・収蔵ゾーン
- 1階
  - 事務室
  - 館長室
  - 応接室
  - 中央監視室 等
- 中2階
  - サポーター室
  - 研究資料室
  - 会議室
  - 倉庫 等
- 2階
  - 収蔵庫
  - 一時保管庫
  - 展示備品倉庫
- 3階
  - 収蔵庫
  - 前室

## 受賞
- 2015年度JIA日本建築大賞[14][16]
- LCDアワーズ アジア・太平洋部門 最優秀新設文化施設[17][18]
- RIBA国際優秀賞[19][20]

## 沿革

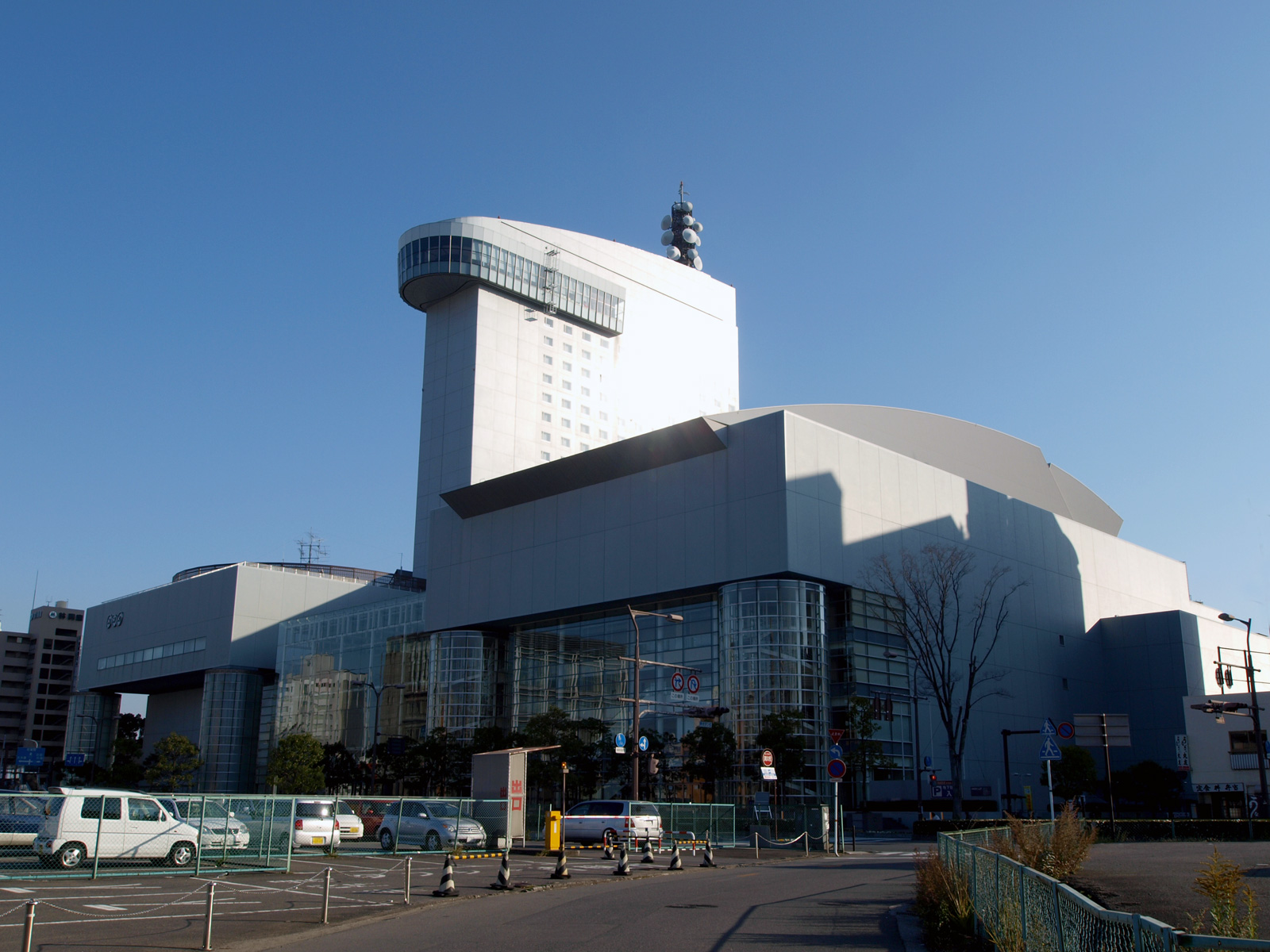
建設前の美術館敷地（手前左側）。中央はOASISひろば21。

1977年9月に開館した大分県立芸術会館が老朽化していること等を踏まえて、大分県では、2010年1月から大分県美術館構想検討委員会を開催し、新しい県立美術館の必要性やあり方などについて検討を行った。同委員会は同年11月25日に新たな美術館が必要である旨を広瀬勝貞知事に答申。
新美術館については、別府市や由布市が誘致を表明していた。答申を受けて、同年12月-翌1月に行われた県民からの意見募集では、95%が新美術館の建設を支持し、90%が芸術会館とは別の場所での建て替えが好ましいとした。建設場所としては、大分市52%、別府市36%、由布市10%の順で支持を集めた。
大分県では、委員会の答申を受けて2011年2月に美術館を新設する方針を表明。同年5月30日に、大分市のOASISひろば21（iichiko総合文化センター）の国道197号（昭和通り）を挟んだ北側の土地に、2015年春までの完成を目指して建設されることが発表された。2011年12月1日には、三井所清典を委員長とする選定委員会によって、坂茂建築設計の平賀信孝が設計者に選定された。
芸術会館は2014年12月から休館し、2015年3月末を以て廃止された。芸術会館の所蔵品約5,000点は県立美術館に引き継がれた。

### 県立美術館まちなか支局

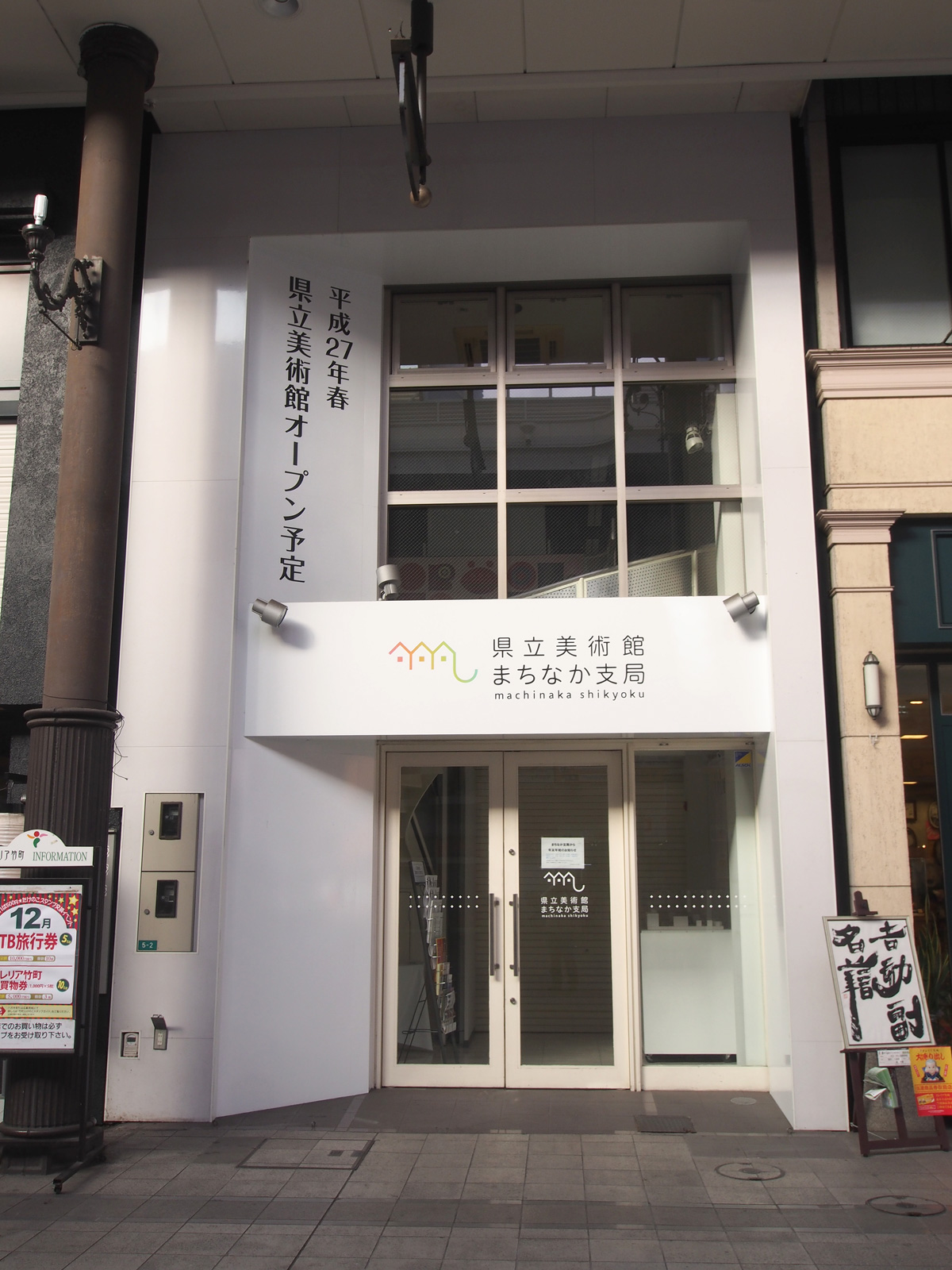
まちなか支局

県立美術館に関する情報を発信するために、2012年5月22日に大分市中央町のガレリア竹町内の空き店舗に、県立美術館まちなか支局が開設された。まちなか支局では、県立美術館の模型等が展示されたほか、芸術会館の所蔵品の紹介等が行われた。
まちなか支局は、県立美術館開館の1ヶ月前の2015年3月23日に閉館した。

## 利用情報
- 開館時間 : 10:00 - 19:00（最終入館18:30）　※金曜日・土曜日は20:00まで（最終入館19:30）
- 休館日 : 原則無休（館内点検等による臨時休館を除く）
- 観覧料 :
  - コレクション展　一般 300（250）円　大学生・高校生 200（150）円　※（　）内は20名以上の団体料金
  - 企画展は別料金

## 交通
- JR九州大分駅から
  - 徒歩15分。
  - 大分交通バス 青葉台線（田室町経由）23番・24番、県立図書館線（田室町経由）3番、スカイタウン高崎線（西春日町経由）8番で、オアシスひろば前停留所下車。
  - 中心市街地循環バス「大分きゃんバス」で、オアシス広場前（県立美術館南）停留所下車[27]。